# Heinz Rosenbauer
Heinz Rosenbauer (* 19. Mai 1938 in Hückeswagen; † 21. Januar 2010 in Bad Feilnbach) war ein deutscher Jurist und Politiker (CSU).

## Leben und Beruf
Rosenbauer wurde als Sohn eines Kaufmanns geboren. Nach dem Abitur 1958 nahm er ein Studium der Rechtswissenschaft an den Universitäten Bonn und Würzburg auf, das er mit dem ersten juristischen Staatsexamen beendete. 1964 promovierte Rosenbauer zum Dr. jur. Sein Referendariat absolvierte er in Würzburg, Schweinfurt sowie Aschaffenburg und schloss er mit dem zweiten juristischen Staatsexamen ab. Von 1969 bis 1980 war er als Notar in Gemünden am Main tätig. Er war zweimal verheiratet und hat drei Kinder.

## Politik
Rosenbauer trat in die CSU ein. Er war stellvertretender Vorsitzender des CSU-Bezirksverbandes Unterfranken, Mitglied des CSU-Landesvorstandes und Landesvorsitzender des Arbeitskreises Juristen der CSU. 1970 wurde er in den Bayerischen Landtag gewählt, dem er bis 1994 angehörte. Von 1974 bis 1978 war er Erster Vizepräsident des Landtages.
Rosenbauer amtierte vom 7. November 1978 bis zum 17. Juli 1984 als Staatssekretär im Staatsministerium für Arbeit und Sozialordnung und vom 17. Juli 1984 bis zum 19. Oktober 1988 als Staatssekretär im Staatsministerium des Innern in der von Ministerpräsident Franz Josef Strauß geführten Regierung des Freistaates Bayern.
Vom 19. Oktober 1988 bis zum 30. Oktober 1990 übernahm er unter Ministerpräsident Max Streibl das Amt des Staatssekretärs im Staatsministerium der Justiz.

## Ehrungen
- Ehrenbürgerschaft der Stadt Gemünden am Main
- Bundesverdienstkreuz 1. Klasse (1981)
- Bayerischer Verdienstorden
- Komtur des Verdienstordens der Italienischen Republik (1983)
- Großes Bundesverdienstkreuz (1986)

## Mitgliedschaften
Seit dem Studium war Heinz Rosenbauer Mitglied der katholischen Studentenverbindungen AV Tuisconia (Königsberg) Bonn und KDStV Cheruscia Würzburg, seit 2008 auch der KDStV Tuiskonia München, alle im CV.

## Kabinette
- Kabinett Strauß I (1978–1982), Staatssekretär Arbeit und Sozialordnung
- Kabinett Strauß II (1982–1984), Staatssekretär Arbeit und Sozialordnung
- Kabinett Strauß III (1986–1988), Staatssekretär Inneres
- Kabinett Streibl I  (1988–1990), Staatssekretär Justiz